# Balbina D'Almeida
 (janvier 2021).
Balbina d'Almeida, née le 1er avril 1996 au Togo, et Miss Togo 2016 est un mannequin et reine de beauté franco-togolaise et miss Togo France Europe en 2015.

## Biographie
Titulaire d'un baccalauréat de gestion et d'administration, Balbina d'Almeida est étudiante en 2e année de journalisme.
Elle est élue Miss Togo France Europe le 9 mai 2015 à Paris,. Le 27 août 2016, elle devient la 22e Miss Togo 2016 succédant à Gaëlle Yayra Adjoh,,.
En février 2021, elle participe en tant que candidate au jeu télévisé À prendre ou à laisser sur C8 de Cyril Hanouna, et dans l'émission Fort Boyard.